# Coleophora mediostrigata
Coleophora mediostrigata é uma espécie de mariposa do gênero Coleophora pertencente à família Coleophoridae.